# Gorizia
Gorizia (Gorica en esloveno, Görz en alemán) es un municipio y ciudad italiana, capital de la provincia homónima. Situado en la frontera con Eslovenia, cuenta con una población de unos 36 000 habitantes.

## Geografía

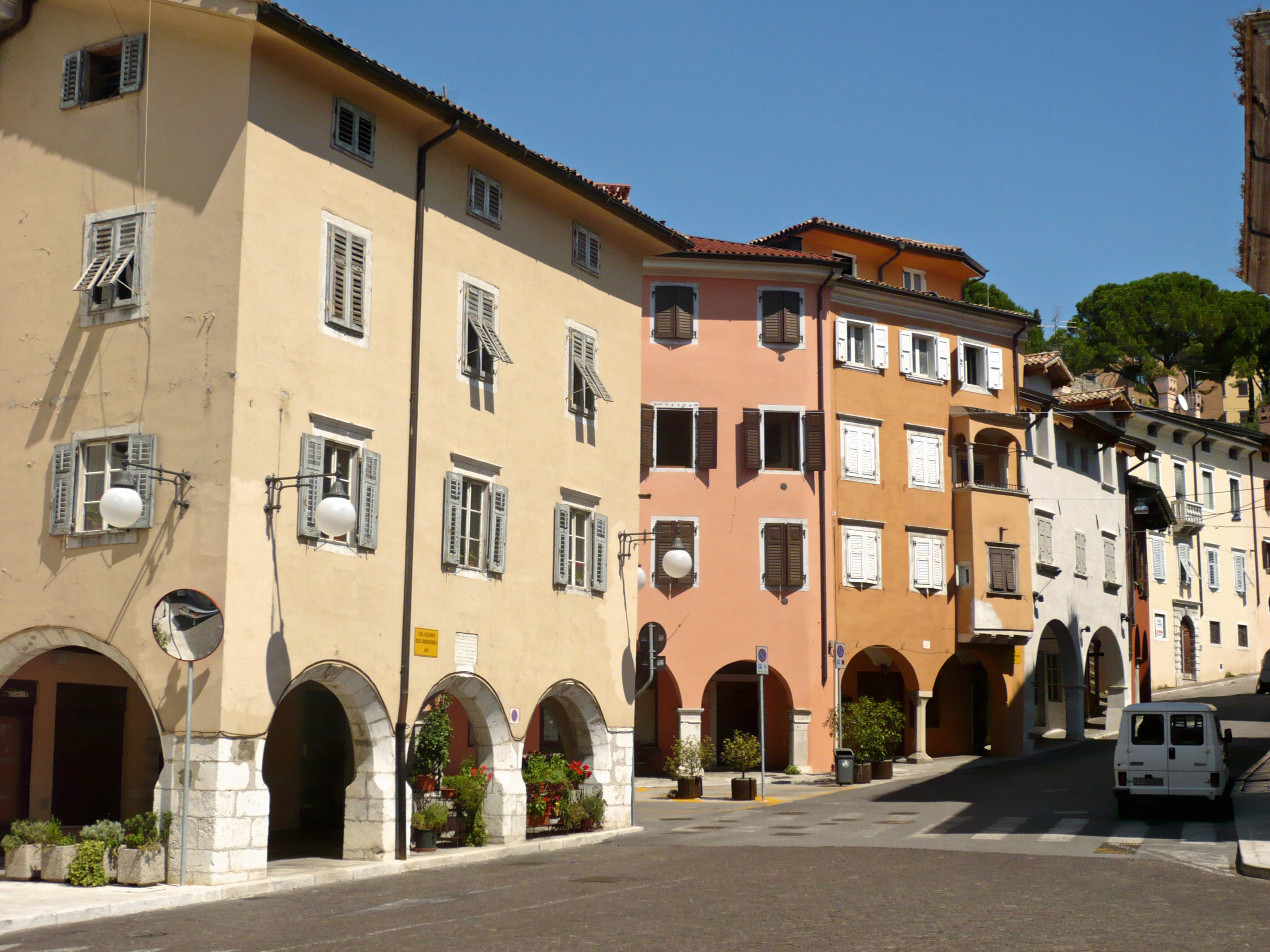
El centro medieval de Goricia

Situada al norte del mar Adriático, esta localidad ofrece un clima agradable durante todo el año, suave en verano, fresco y lluvioso durante el invierno. Se ganó el sobrenombre de Niza austríaca como destino turístico de la burguesía vienesa.
Bordeada por el río Isonzo al este y por elevaciones montañosas de tipo cársico al norte y este, ofrece un bello paisaje donde predomina el roble y el pino negro.

## Historia
El nombre de Gorizia aparece por primera vez en el año 1001 en un documento del emperador Otón III del Sacro Imperio Romano Germánico en el que donaba la mitad de la villa al Patriarcado de Aquilea y la otra mitad al conde del Friul. Más tarde los sucederían los condes de Baviera hasta el año 1500, cuando murió el último descendiente. La ciudad pasó entonces a la casa de Habsburgo con dos breves interrupciones: la ocupación veneciana de 1508 a 1509 y la inclusión en las Provincias Ilirias napoleónicas de 1809 a 1813. 

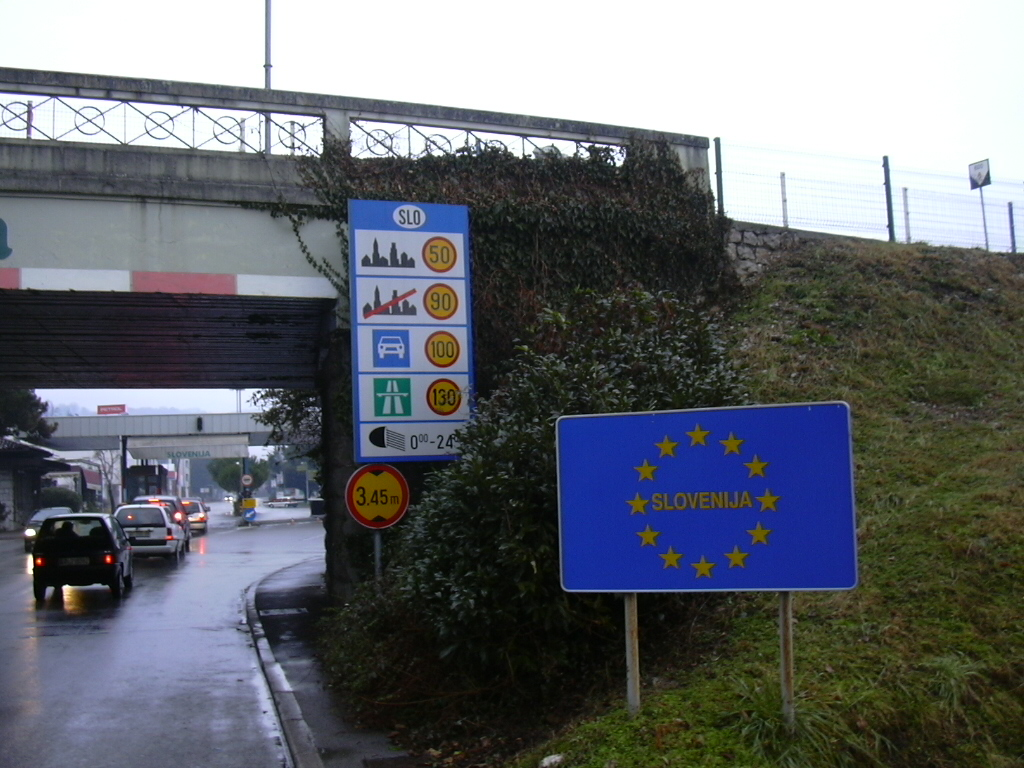
Antiguo puesto de control fronterizo con Eslovenia en Casa Rossa/Rožna Dolina

En 1918 fue conquistada por tropas italianas, ocupada por los alemanes en 1943 al producirse el armisticio entre Italia y los aliados. Tras la Segunda Guerra Mundial, la ciudad, tomada por los partisanos desde el 1 de mayo de 1945, fue dividida mediante una frontera que separaría a italianos y yugoslavos, quedando la mayor parte de la ciudad en manos italianas, mientras que solo algunos suburbios del este permanecían en manos yugoslavas. Fue entonces cuando se empezó a gestar el nacimiento de Nova Gorica (literalmente «Nueva Goricia»), ciudad de nueva planta construida en torno a los suburbios que quedaron del lado yugoslavo y que hoy cuenta con unos 13.000 habitantes.
El 21 de diciembre de 2007, tras el ingreso de Eslovenia en el Acuerdo de Schengen terminaron los controles fronterizos entre Goricia y Nova Gorica y se permitió el libre tránsito entre las dos partes de la ciudad por primera vez en más de sesenta años.

## Demografía
| Gráfica de evolución demográfica de Gorizia entre 1861 y 2001 |
|                                                               |
| Fuente ISTAT - elaboración gráfica de Wikipedia               |

Tradicionalmente la población ha sido cuatrilingüe (italiano, friulano, alemán y esloveno). Tiene una numerosa comunidad de lengua y cultura eslovena, y desde la ciudad emite Telemare, emisora de televisión local en lengua eslovena.